# Traffic with the Devil
Traffic with the Devil ist ein US-amerikanischer Dokumentar-Kurzfilm aus dem Jahr 1946 von Gunther von Fritsch (hier Namensnennung als "Gunther V. Fritsch"), der 1947 für einen Oscar nominiert war. Der Film richtet sein Augenmerk auf Verkehrsprobleme in Los Angeles in Kalifornien, beschrieben und erlebt von dem Sgt. Charles Reineke, einem Verkehrsexperten der Polizei von Los Angeles.

## Inhalt
Police Sergeant Charles Reineke ist mit seinem Motorrad auf den Straßen von Los Angeles unterwegs. Der Film spiegelt das wachsende Verkehrsaufkommen in der Stadt wider, mit dem die Polizei zurechtkommen muss. Auch das im Gegensatz zu früher veränderte Verhalten im Verkehr wird thematisiert. Die Autos sind schneller unterwegs, die Menschen ungeduldig, nicht nur den Fußgängern wird teils aggressiv begegnet. Die Unfälle nehmen nicht nur im Umfang zu, sie führen auch zu immer größeren Schäden und demzufolge zu höheren Ausgaben bei der Reparatur beschädigter Autos oder zu Totalschäden. Das schlimmste allerdings ist, dass immer mehr Verkehrsopfer zu beklagen sind.
In den Vereinigten Staaten sterben im Jahr 1946 bei Verkehrsunfällen bis zu 100 Menschen täglich, bis zu 2.500 sind täglich in Verkehrsunfälle verwickelt. Los Angeles trägt mit seiner Statistik erheblich zu diesen Zahlen bei. Reineke gibt zu bedenken, dass den Menschen mit dem Aufkommen von Automobilen ein Gefühl von Freiheit und Fortschritt gegeben wurde. Das habe bei einigen Fahrern zu einer Haltung „ich gegen die Welt“ geführt, wobei sie Polizeibeamte als Feinde ihrer Freiheit einstufen würden. Ebenso verhielten sie sich auch anderen Verkehrsteilnehmern gegenüber, die sie oft als sie behindernd ansehen würden. Fast jeder glaube, der bessere Autofahrer zu sein, und schiebe die Schuld, sobald etwas passiere, dem anderen Fahrer zu. Auch seien viele nicht in der Lage für das, was sie hinter dem Steuer tun, die persönliche Verantwortung zu übernehmen, und suchten nach Ausflüchten.

## Produktion
Der Film hatte in den USA am 31. August 1946 Premiere. Im Vorspann heißt es: „Metro-Goldwyn-Mayer präsentiert den Theatre of Life Fact-Film, produziert in Kooperation mit The Associated Press. Gefilmt in Zusammenarbeit mit The Los Angeles Police Dept. The National Safety Council. Gesehen mit den Augen von Police Sgt. Charles Reineke und auch von ihm erzählt.“

## Auszeichnung
1947 war der Film für den Oscar in der Kategorie „Bester Dokumentar-Kurzfilm“ nominiert. Die Trophäe ging jedoch an den vom U.S. War Dept. erstellten Propagandafilm Seeds of Destiny.